# Гудименко, Анатолий Иванович
Анатолий Иванович Гудименко (10 апреля 1926, Пришиб — 10 октября 1996, Киев) — конструктор ракетной техники, лауреат Ленинской премии (1965).

## Биография
Родился на станице Пришиб, ныне посёлок Михайловского района Запорожской области.
В 1944—1950 гг. служил в армии, участник войны.
Окончил Харьковский авиационный институт (1956).
Работал в Харькове в СКБ-897 завода «Коммунар», с 1959 г. — начальник теоретического отдела, с 1964 — главный инженер ОКБ-692 (будущее НПО «Электроника»). Участвовал в создании ракетных комплексов Р-16 (8К64) и Р-36 (8К67).
С 1967 по 1988 г. директор конструкторского бюро производственного объединения «Киевский радиозавод». Руководил разработкой систем управления для ракет-носителей «Циклон» (11К68), боевых ракет стратегического назначения, космических ракетных комплексов 11К65 («Космос»), 1К11К25 («Энергия-Буран»); систем управления для космических кораблей «Союз» и «Прогресс», станции «Мир».
Умер 10 октября 1996 года в Киеве.

## Награды и звания
Кандидат технических наук.
Лауреат Ленинской премии (1965). Награждён орденами и медалями.